# Ancistrachne maidenii
Ancistrachne maidenii là một loài thực vật có hoa trong họ Hòa thảo. Loài này được (A.A.Ham.) Vickery mô tả khoa học đầu tiên năm 1961.